# Alexander ALX100
O Alexander ALX 100 é um micro-ônibus britânico, construído pela empresa Alexander, baseado em chassis da Mercedes-Benz modelo O814D Vario. Tem capacidade para o transporte de 25 a 31 passageiros, 150 unidades foram produzidas entre 1997 e 1999.